# Uckermärker
L'Uckermärker est une race bovine allemande qui est considérée comme en danger. Elle doit son nom à l'Uckermark.

## Origine
C'est une race bovine sélectionnée dans les années 1970 par métissage intraspécifique entre la race simmental et la race charolaise.